# Operation Tidal Wave II
Die Operation Tidal Wave II (deutsch Flutwelle II) zielt im Rahmen der Operation Inherent Resolve der Streitkräfte der Vereinigten Staaten auf die Zerstörung durch Bombardierung der durch die Terrororganisation Islamischer Staat (IS) kontrollierten Erdöl-Förderanlagen und -Transportmittel auf dem Gebiet des Irak und Syriens. Die Operation begann am 21. Oktober 2015.
In einer ersten Angriffswelle bis zum 16. November 2015 wurden unter anderem 116 Tankwagen zerstört.